# 1814
1814 (MDCCCXIV) година е обикновена година, започваща в събота според Григорианския календар.

## Събития
- 6 април – Наполеон I Бонапарт абдикира, след което е заточен на остров Елба.
- 24 декември – В белгийския град Гент е подписан мирен договор, който слага край на Британско-американската война.

## Родени
- Димитър Цанко, български просветен деец († 1904 г.)
- 17 април – Аугуст Гризебах, немски ботаник († 1879 г.)
- 30 май – Михаил Бакунин, руски революционер († 1876 г.)
- 19 юли – Самюъл Колт, американски оръжеен конструктор († 1862 г.)
- 10 август – Анри Нестле, предприемач и изобретател († 1890 г.)
- 28 август – Шеридан Ле Фаню, ирландски писател († 1873 г.)
- 12 септември – Август Чешковски, полски философ († 1894 г.)
- 4 октомври – Жан-Франсоа Миле, френски художник († 1875 г.)
- 15 октомври – Михаил Лермонтов, руски писател († 1841 г.)
- 6 ноември – Адолф Сакс, белгийски изобретател († 1894 г.)
- 25 ноември – Юлиус Роберт фон Майер, германски физик († 1878 г.)
- 12 декември – Хуан Прим, испански генерал († 1870 г.)

## Починали
- 29 януари – Йохан Готлиб Фихте, немски философ (р. 1762 г.)
- 26 юни – Доминик Вияр, френски ботаник (р. 1745 г.)
- 21 август – Бенджамин Томпсън, британски физик и изобретател (р. 1753 г.)
- 2 декември – Донасиен Алфонс Франсоа дьо Сад, френски писател и философ (р. 1740 г.)
- 11 декември – Мари-Луиз О`Мърфи, френска благородничка (р. 1737 г.)

Вижте също:
- календара за тази година